# 山内孝徳
山内 孝徳（やまうち たかのり、1956年8月5日 - ）は、熊本県天草郡大矢野町（現・上天草市出身）の元プロ野球選手（投手）。

## 経歴
最初は、小学生の頃にマゼランの伝記を読んで船乗りに憧れ、中学卒業後に船乗りになろうと思っていたが、兄から当人の肩が強いと聞かされていた中学の野球部の先生に誘われ、中学生時代に本人曰く「無理矢理」野球部に入部させられて野球を始める。最初は外野手だったが、その肩の強さを買われて投手に転向。中学卒業前には、鎮西高校と東海大学付属第二高校(現・東海大学付属熊本星翔高校）から誘われていたが、東海大二高からは「他に投手が入ることになった」などの事情の変化から断られ、鎮西高校に進学する。
鎮西高校では、1974年夏の全国高校野球選手権熊本大会を勝ち抜き、中九州大会準決勝に進出するが佐伯鶴城高に敗退、甲子園には届かなかった。卒業後は電電九州に進む。1979年のドラフト会議で南海ホークスの3位指名を受けるが、これを保留し、1980年の都市対抗にエースとして出場する。1回戦で優勝候補の東芝に完投勝利するなど活躍。同年の日本選手権では準決勝に進出するが、エース長谷部優を擁する松下電器に0-1で惜敗。シーズン終了後に南海に入団した。電電九州のチームメートに村岡耕一がいる。
入団時に躊躇なく背番号19をつける。南海の功労者である野村克也元監督が1977年に解任されて以来、解任時の経緯から空き番となっていたが、これは球団が18番の山内和宏（実質同期入団）、20番の山内新一（当時のエース格）と番号を揃えることで「山内トリオ」として売り出すためと、2位指名の事前約束を反故にする形での3位指名だったことで拒否を考えていた山内自身も、空き番を事前に調べて「南海といえば19番だから」という理由で入団条件として要求したこともあり、つけることになった。以後、2020年に甲斐拓也捕手が着用するまで、外国人を含めて投手の着用が続くことになる。
この経緯について、野村は「あれは正直、ショックだった。仮に球団から『19』番を提示されたとしても、『そんな背番号、恐れ多くて着けられません』くらいのことを言って、断るだろう。ところが山内孝は、『南海といえば19番』と、自ら「19」を希望したとさえ聞く。その要求に応え、南海球団があっさり『19』を受け渡したのだから、私はそれほど大した選手ではなかったのだということだ。（中略）以降、“ホークス”の『19』番といえば、すっかりピッチャーの背番号になってしまった」という複雑な心境を、前述の南海球団による『山内トリオ』の目論見もあったことにも触れた上で、複雑な心境だったことを吐露していた。
スライダー、シュートを武器にする強気なスタイルと制球力を持ち味とし、山内和宏らとともに弱小期南海のエース格として7年連続2桁勝利を上げる活躍をした。ただチームが低迷期ゆえ、9年連続2桁敗戦も記録。先発登板の際は、香川伸行がスタメン捕手を務める事が多かった。
何度かトレード話が持ち上がったことがある。1987年オフには巨人の斎藤雅樹との交換要員として名前が上がるが、巨人では江川卓が引退したことによりこの話は白紙となる。翌1988年オフには西武・東尾修と交換トレード内定との一報が出たが、東尾の引退で立ち消えとなる。更に巨人・中畑清とトレードの話が持ち上がるが、それを拒否して福岡移転が決まっているホークス残留を選んだ。自身の地元である福岡（平和台野球場）ホーム開幕戦（1989年4月15日）で勝利して以降成績が低迷、翌1990年には開幕から2ヶ月先発登板するも6試合で1勝4敗防御率10.9と打ち込まれ、リリーフに転向後6勝3敗5セーブ防御率3.77と新たな活路が見出だせたかに見えたが、翌年以降はリリーフでも低迷。
1992年に通算100勝をマークし現役引退。
RKB毎日放送・東京メトロポリタンテレビジョン野球解説者、また福岡でタレント、パーソナリティーとして活躍し、その傍らNPO法人ホークスジュニアアカデミーで野球教室のコーチを務めている。
1997年から2003年までスポーツニッポン評論家も務めた。
2014年からは福岡ソフトバンクホークスのファーム投手チーフコーチに就任し、背番号「91」をつけたが、1年限りで退団。
2015年から社会人野球のKMGホールディングス硬式野球部で投手チーフコーチに就任し、2年間務めた。現在は野球解説者としての活動に専念している。
現役時代からの口ひげは今も健在。

## 詳細情報

### 年度別投手成績
| 年 度      | 球 団         | 登 板 | 先 発 | 完 投 | 完 封 | 無 四 球 | 勝 利 | 敗 戦 | セ 丨 ブ | ホ 丨 ル ド | 勝 率 | 打 者 | 投 球 回 | 被 安 打 | 被 本 塁 打 | 与 四 球 | 敬 遠 | 与 死 球 | 奪 三 振 | 暴 投 | ボ 丨 ク | 失 点 | 自 責 点 | 防 御 率 | W H I P |
| ---------- | ------------- | ----- | ----- | ----- | ----- | -------- | ----- | ----- | -------- | ----------- | ----- | ----- | -------- | -------- | ----------- | -------- | ----- | -------- | -------- | ----- | -------- | ----- | -------- | -------- | ------- |
| 1981       | 南海 ダイエー | 25    | 24    | 10    | 2     | 5        | 7     | 13    | 0        | --          | .350  | 680   | 162.2    | 188      | 13          | 24       | 1     | 3        | 50       | 0     | 0        | 77    | 63       | 3.48     | 1.30    |
| 1982       | 南海 ダイエー | 30    | 30    | 14    | 2     | 5        | 13    | 12    | 0        | --          | .520  | 879   | 216.0    | 212      | 26          | 25       | 1     | 4        | 79       | 2     | 0        | 88    | 73       | 3.04     | 1.10    |
| 1983       | 南海 ダイエー | 31    | 31    | 16    | 2     | 3        | 10    | 14    | 0        | --          | .417  | 1002  | 242.0    | 264      | 30          | 35       | 3     | 11       | 88       | 1     | 0        | 120   | 110      | 4.09     | 1.24    |
| 1984       | 南海 ダイエー | 31    | 31    | 13    | 2     | 1        | 16    | 11    | 0        | --          | .593  | 880   | 204.2    | 248      | 32          | 34       | 1     | 6        | 89       | 1     | 0        | 125   | 111      | 4.88     | 1.38    |
| 1985       | 南海 ダイエー | 32    | 31    | 14    | 2     | 4        | 10    | 12    | 0        | --          | .455  | 862   | 202.1    | 228      | 31          | 37       | 1     | 4        | 85       | 1     | 0        | 123   | 107      | 4.76     | 1.31    |
| 1986       | 南海 ダイエー | 33    | 29    | 13    | 1     | 4        | 11    | 18    | 0        | --          | .379  | 901   | 211.1    | 251      | 39          | 32       | 6     | 5        | 117      | 0     | 1        | 112   | 105      | 4.47     | 1.34    |
| 1987       | 南海 ダイエー | 30    | 28    | 10    | 2     | 4        | 10    | 14    | 0        | --          | .417  | 836   | 195.2    | 240      | 20          | 33       | 5     | 0        | 75       | 0     | 4        | 99    | 91       | 4.19     | 1.40    |
| 1988       | 南海 ダイエー | 26    | 25    | 10    | 1     | 1        | 11    | 11    | 0        | --          | .500  | 796   | 186.1    | 208      | 22          | 43       | 8     | 4        | 68       | 1     | 0        | 95    | 87       | 4.20     | 1.35    |
| 1989       | 南海 ダイエー | 21    | 18    | 6     | 0     | 1        | 3     | 13    | 0        | --          | .188  | 501   | 110.0    | 154      | 21          | 21       | 1     | 7        | 39       | 2     | 0        | 85    | 82       | 6.71     | 1.59    |
| 1990       | 南海 ダイエー | 39    | 6     | 0     | 0     | 0        | 7     | 7     | 5        | --          | .500  | 318   | 70.2     | 89       | 15          | 23       | 4     | 2        | 39       | 0     | 0        | 51    | 48       | 6.11     | 1.58    |
| 1991       | 南海 ダイエー | 5     | 0     | 0     | 0     | 0        | 0     | 0     | 0        | --          | ----  | 42    | 9.2      | 11       | 2           | 3        | 0     | 0        | 3        | 0     | 0        | 8     | 8        | 7.45     | 1.45    |
| 1992       | 南海 ダイエー | 16    | 1     | 0     | 0     | 0        | 2     | 0     | 0        | --          | 1.000 | 137   | 31.0     | 40       | 7           | 6        | 1     | 2        | 17       | 0     | 0        | 22    | 22       | 6.39     | 1.48    |
| 通算：12年 | 通算：12年    | 319   | 254   | 106   | 14    | 28       | 100   | 125   | 5        | --          | .444  | 7834  | 1842.1   | 2133     | 258         | 316      | 32    | 48       | 749      | 8     | 5        | 1005  | 907      | 4.43     | 1.33    |

- 各年度の太字はリーグ最高
- 南海（南海ホークス）は、1989年にダイエー（福岡ダイエーホークス）に球団名を変更

### 記録
初記録
- 初登板・初先発：1981年4月8日、対近鉄バファローズ前期2回戦（日生球場）、2回0/3を5失点で敗戦投手
- 初奪三振：1981年4月21日、対西武ライオンズ前期1回戦（大阪スタヂアム）、9回表に山村善則から
- 初完投：1981年4月26日、対ロッテオリオンズ前期5回戦（宮城球場）、8回2/3を4失点で敗戦投手
- 初勝利・初完投勝利・初完封勝利：1981年5月14日、対西武ライオンズ前期8回戦（大阪スタヂアム）
- 初セーブ：1990年6月3日、対ロッテオリオンズ9回戦（石川県立野球場）、8回裏に4番手で救援登板・完了、2回2失点

節目の記録
- 1000投球回：1985年9月15日、対日本ハムファイターズ19回戦（後楽園球場）、3回裏3死目に達成
- 1500投球回：1988年6月15日、対日本ハムファイターズ10回戦（大阪スタヂアム）、1回表3死目に達成
- 100勝：1992年6月28日、対日本ハムファイターズ12回戦（平和台球場）、先発登板で7回1/3を3失点　※史上104人目

その他の記録
- シーズン5無四球試合（1981年）※パ・リーグ新人記録
- オールスターゲーム出場：3回 （1982年、1983年、1985年）

### 背番号
- 19 （1981年 - 1992年）
- 91 （2014年）

## 関連情報

### 出演番組
- パ・リーグ応援宣言!ホークス中継（TOKYO MX）
- JAPAN MAJOR BASEBALL（RKB毎日放送）
- RKBエキサイトナイター（RKBラジオ）
- たかちゃんの電リクじゃんけん（RKBラジオ）
  - 福岡ソフトバンクファーム投手コーチに就任するため、2013年12月28日の放送をもって降板。後任はお笑いコンビ「EE男」の山口宇史が務める。
- おっしょい!福岡→情報ワイド福岡いちばん星→ニュースいちばん星→ニュースなっとく福岡（NHK福岡放送局）
  - 10年間にわたって「一投良談」コーナーを担当。2009年12月28日の放送（年末特番「もっと!なっとく福岡」）を以て卒業となった。